# Odontorchilus branickii
Odontorchilus branickii là một loài chim trong họ Troglodytidae.